# Grupos étnicos en la historia de China
La referencia grupos étnicos en la historia de China alude a los diversas o presuntas etnias que han tenido importancia en la historia de China, reunidas a través del estudio de la literatura clásica china, fuentes e inscripciones literarias chinas y no chinas, la lingüística histórica y la investigación arqueológica.
Entre las dificultades para el estudio de esos grupos étnicos están los relativamente largos períodos de tiempo involucrados, además del gran volumen de documentos literarios e históricos que han acompañado la historia de China. La etnografía china clásica (como mucha de la entonces etnografía actual) era a menudo incompleta, dejando poco claro si los nombres chinos se referían a un verdadero grupo étnico o a una entidad política posiblemente multiétnica. Incluso entonces, se asignaron etnónimos a veces por ubicación geográfica o accidentes geográficos aledaños, en lugar de por las características de los propios pueblos, lo que a menudo lleva a hacer pocas distinciones sobre los que los autores chinos Han consideraban chinos y no chinos por diferencias tales como estilo de vida, idioma o gobierno. Muchos de los etnónimos fueron utilizados históricamente de tal manera para invitar a la comparación con la palabra "bárbaro".

## Nombres en lenguas occidentales
Los nombres de los diversos grupos étnicos que se encuentran en la historia de China se pueden representar en lenguas occidentales tanto por transliteración como traducción. La transliteración intenta hacer que el nombre propio de un grupo étnico o social trasladando la palabra china según lo señalado en caracteres chinos a las lenguas occidentales según lo señalado por el uso de los distintos alfabetos. En algunos casos ciertos autores prefieren trasladar los términos que designan los distintos grupos como nombres propios, en otros casos, todos estos diversos nombres en chino pueden ser traducidos al inglés como genéricos bárbaros. Esta práctica consiste en la traducción de numerosos términos del idioma chino al inglés como bárbaros (barbarians o "barbarians"'): a veces, de un tipo o de otro, como por ejemplo, bárbaros del Norte o bárbaros del Sur.

## Grupos étnicos
La siguiente tabla resume los diversos grupos étnicos y/u otros grupos sociales de importancia histórica conocida en la historia de China (cualquier relación poco clara se señala con un signo de interrogación):
| Romanización pinyin     | Nombres en caracteres chinos y pronunciación           | Residencia aproximada de acuerdo con los textos chinos | Época de aparición en la historia de China | Equivalencia (s) de nombres no-chinos    | Época de aparición fuera de China                                        | Descendiente(s) posible(s) |
| ----------------------- | ------------------------------------------------------ | --- | --- | ---------------------------------------- | ------------------------------------------------------------------------ | --- |
| Miao                    | 苗 (Miáo)                                              | Nombre aplicado a varios pueblos en diversas áreas que van desde las provincias (Hebei, Shanxi) al norte del río Amarillo hasta la provincia de Yunnan                  | Siglo XXV a. C. hasta hoy | Hmong, Hmu, Xong, A Hmao...              | See Miao                                                                 | Miao/Hmong, grupos étnicos en China, América y Europa |
| Qiang                   | 羌 (Qiāng)                                             | Gansu, Qinghai, parte occidental de Sichuan, parte oriental de Xinjiang y parte nororiental del Tíbet                                                                   | Mencionado en inscripciones de hueso orácular de la dinastía Shang, ca. siglo XIV a. C. hasta ca. 1050 a. C.; ca. siglo IV a. C. hasta finales del siglo V, asimilados a Hans | No se conoce equivalencia                | N/A                                                                      | Modern Qiang, Tangut, Old Tibetan, Nakhi, Jingpho, Lahu etc. |
| Di                      | 氐 (Dī)                                                | Áreas de fronteras vecinas de Gansu, Qinghai, Sichuan y Shaanxi | ca. siglo VIII a. C. hasta mitad del siglo VI a. C., asimilados en los Han | No se conoce equivalencia                | N/A                                                                      | Como minorías en Sichuan |
| Yuezhi                  | 月氏 (Yuèzhī)                                          | Cuenca del Tarim | ca. siglo VI a. C. hasta 162 a. C., then driven out por Xiongnu. | Kushans, tocarios ?                      | Mitad del siglo II a. C. en Asia Central                                 | Sin descendientes conocidos, pero posiblemente absorbidos en los Uigures, que ahora muestran una gran pluralidad de ADN indoeuropeo, a pesar de que la mayoría de los uigures tienen rasgos raciales mongoloides (aunque hay algunos uigures con ciertos rasgos europeos, como el pelo claro, ojos claros, forma del rostro, etc)                                   |
| Wuhuan                  | 烏桓 (Wūhuán)                                          | Partes occidentales de Manchuria (provincias de Heilongjiang, Jilin y Liaoning) y Mongolia Interior                                                                     | Siglo IV a. C. hasta finales del siglo III a. C., asimilados por los Han | No se conoce equivalencia                | N/A                                                                      | Sin descendientes conocidos |
| Sai                     | 塞 (Sāi)                                               | Generalizada en toda Asia central | Siglo II a. C. al siglo I a. C. | Saka                                     | siglo V a. C.                                                            | ? |
| Dingling, Gaoche, Shule | 丁零 (Dīnglíng), 高車 (Gāochē), 疏勒 (Shūlè)           | Riberas del lago Baikal y en las fronteras de las actuales Mongolia y Rusia, emigraron a la actual Shanxi y Xinjiang                                                    | Siglo I a. C. hasta el siglo V d. C., asimilados en los Han | ?                                        | ?                                                                        | Algunos descendientes aún viven en el lago Baikal ? |
| Han                     | 漢 (Hàn)                                               | China, en general, especialmente China central | Desde la más temprana historia o prehistoria (aunque a menudo se asocia con la Dinastía Han) hasta el presente                                                                | Chinos han, chinos                       | Ciertamente por la dinastía Han                                          | Modernos chinos han |
| Xianbei                 | 鮮卑 (Xiānbēi)                                         | Manchuria (provincias de Heilongjiang, Jilin y Liaoning), Mongolia y Mongolia Interior. Movidos a áreas al norte del Huang He, fundaron allí la dinastía Wei del Norte. | ca. siglo IV a mitad del siglo VI, asimilados por los Han | N/A                                      | N/A                                                                      | Sin descendientes conocidos (algunos Han tenían nombre xianbei Yuwen, Yuchi, Zhangsun, Tuoba, Murong y Huyan) |
| Jie                     | 羯 (Jié)                                               | Shanxi province | Fin del siglo II hasta mitad del siglo IV, asimilados en los Han | No se conoce equivalencia                | N/A                                                                      | Sin descendientes conocidos |
| Rouran, Ruru,           | 柔然 (Róurán), 蠕蠕 (Rúrú), 茹茹 (Rúrú)                | Actuales Mongolia, Mongolia Interior, partes norte de Shanxi, Shaanxi, Gansu, Ningxia, parte oriental de Xinjiang                                                       | Principios del siglo III hasta el siglo VI | Pueblos túrquicos y/o pueblos mongólicos | Fin del siglo VI hasta el siglo IX                                       | Mongoles |
| Tujue                   | 突厥 (Tūjué)                                           | Actuales Mongolia, Mongolia Interior, partes nortes de Shanxi, Shaanxi, Gansu, Ningxia, Xinjiang, parte oriental de Kazajistán y Kirguistán                             | Finales del siglo V hasta mediados del siglo X | Göktürks                                 | Mediados del siglo VI hasta el siglo IX                                  | Los túrquicos occidentales emigraron parcialmente a Transoxiana, Persia y Anatolia, mientras que los orientales se asimilaron principalmente a los uigures en Xinjiang; hoy en día, en su mayoría túrquicos y uigures en Asia Central y, en menor medida, la población de habla turca de hoy en la Turquía actual (y otros pueblos turcos) que comparten ancestros. |
| Huihu                   | 回紇 (Huíhé)                                           | Actuales Mongolia, Mongolia Interior, partes norte de Shanxi, Shaanxi, Gansu, Ningxia                                                                                   | Principios del siglo VII hasta mediados del siglo X | Uigures                                  | Principios del siglo IX al presente                                      | Uigures y yugur |
| Tufan                   | 吐蕃 (Tǔbō, también se pronuncia como Tǔfān en Taiwán) | Actuales Tíbet, Qinghai, frontera occidental de Sichuan, Gansu y Shaanxi y frontera meridional de Xinjiang                                                              | Mitad del siglo VI al presente | Tibetanos                                | Principios del siglo VI al presente                                      | Tibetanos |
| Qidan                   | 契丹 (Qìdān)                                           | Actuales Mongolia, Mongolia Interior, Manchuria, Liaoning, frontera norte de Shanxi y Hebei, y más tarde en Xinjiang y frontera oriental de Kazajistán                  | 388-1125 | Kitán                                    | 388-1211                                                                 | Daur y Evenkis. Hay descendientes dispersos de soldados Qidan enviados a las provincias de Yunnan y Guangxi durante la dinastía Yuan en Baoshan, Yunnan. |
| Xi o Kumo Xi            | 庫莫奚 (Kùmòxī)                                        | Más o menos la misma residencia de los kitán, ya que se consideran dos grupos étnicos con un ascentro único                                                             | Antes del siglo IV hasta mitad del siglo XII | No se conoce equivalencia                | N/A                                                                      | Sin descendientes conocidos |
| Shiwei                  | 室韋 (Shìwéi)                                          | Actuales Mongolia, Mongolia Interior, Manchuria occidental y Siberia meridional                                                                                         | Finales del siglo VI hasta finales del siglo X | No se conoce equivalencia                | N/A                                                                      | Conquistados por los kitanes, grupos disidentes y restos resurgido como mongoles |
| Menggu                  | 蒙古 (Ménggǔ)                                          | Actuales Mongolia, Mongolia Interior, Manchuria occidental, Siberia meridional y Xinjiang central y oriental antes de Genghis Khan                                      | Desde finales del siglo VIII | Mongol                                   | Desde finales del siglo XII al presente                                  | Mongol Hay restos de descendientes de soldados mongoles enviados a las provincias de Sichuan, Yunnan y Guangxi durante la dinastía Yuan. |
| Dangxiang               | 党項 (Dǎngxiàng)                                       | Ningxia, Gansu, partes norte de Shanxi, suroccidental de Mongolia y parte suroriental de Xinjiang                                                                       | Mediados del siglo VIII hasta principios del siglo XIII | Tanguts                                  | N/A                                                                      | Parte de la nacionalidad Hui (Dungan), Ersu, parte de Amdo Tibetanos |
| Mohe                    | 靺鞨 (Mòhé)                                            | Manchuria y parte norte de Mongolia Interior, helped to establish Balhae                                                                                                | Principios del siglo VII hasta el siglo X. | Malgal                                   | N/A                                                                      | Yurchen |
| Nüzhen o Manzuren       | 女真 (Nǚzhēn), 滿 (Mǎn)                                | Manchuria y parte norte de Mongolia Interior | Principios del siglo X al presente, estableció la dinastía Jin (1115-1234) y la dinastía Qing                                                                                 | Yurchen, Mancho, Manchúes o Manchurian   | Desde mediados del siglo XVII, encontrados por primera vez por los rusos | Mayor minoría étnica en la región de Dongbei o Manchuria. Su cultura se ha asimilado en gran medida con los Han, aunque siguen existiendo algunos aspectos distintivos. |